# 魔群
魔群（英語：Monster group）或怪獸群，或友善巨人（the Friendly Giant）或費雪─格里斯怪獸（Fischer-Griess Monster），是一個有限單群，是26個散在群的其中之一，一般常將之記作M或F1。
怪獸群的階是26個散在群中最大的，其階為
|   | 246 · 320 · 59 · 76 · 112 · 133 · 17 · 19 · 23 · 29 · 31 · 41 · 47 · 59 · 71 |
| = | 808017424794512875886459904961710757005754368000000000                       |
| ≈ | 8 · 1053                                                                     |

有限單群的分類已完成(見有限單群分類一文)。每個有限單群都屬於當中有的18類可數無限族中，或不包含於那些可系統化模式的18類可數無限族中，那26個的「散單群」中。而怪獸群是那26個散單群中階數最大的群。而二十六個散單群除了六個，其餘的散單群均是怪獸群的子集合。羅伯特‧格里斯(Robert Griess)將那六個不為魔群子集的群稱為「低群」(pariahs)，並以「快樂大家族」(the happy family)一詞稱呼其他的散單群。
或許對怪獸群最好的定義方式，就是將之定義為同時包含康威群(Conway group)和費歇爾群的有限單群中階最小者（怪獸群雖為散在群中階最大的，但這不表示它是所有有限單群中階最大的，其他類的有限單群中有階比其更大者存在）。

## 存在性與唯一性
怪獸群的存在性最早在1973年為貝恩德‧費雪(Bernd Fischer，他未出版相關想法)與羅伯特‧格里斯所預測，他們當時認為存在一個單群，該單群包含子怪獸群中做為某個對合的中心化子的某個雙覆蓋。數月後，M的階被格里斯以湯普森階公式(Thompson order formula)計算出，而費雪(Fischer)、康威(Conway)、諾頓(Norton)與湯普森(Thompson)等人則發現此群包含了其他的群做為其子商，被包含的群包括了許多已知的散單群，此外他們還發現了兩個新的單群：湯普森群和原田-諾頓群。格里斯將怪獸群建構為格里斯代數(一個196884維的交換非結合代數)的自同構群。約翰‧康威(John Horton Conway)和雅魁‧提次(Jacques Tits)隨後簡化了其建構。
格里斯的建構證明了怪獸群的存在。約翰‧湯普森(John G. Thompson)則說明了其做為階為此數的單群的唯一性可由一個196883維忠實表示法的存在得出。該表示法的存在性在1982年為西蒙‧諾頓(Simon P. Norton)提出，然而他從未發表此證明的細節。第一個關於怪獸群唯一性的證明則由格里斯、麥爾法蘭肯菲爾德(Meierfrankenfeld)和塞格夫(Segev)給出。

## 月光猜想
怪獸群是康威(Conway)和諾頓(Norton)所提出的怪兽月光理论的兩個主要成份之一。此猜想與離散和非離散數學相關，並在1992年為理查‧伯切德斯(Richard Borcherds)所證明。
在此設定下，怪獸群可由怪獸群模組的自同構群示現：亦即由一作用在怪獸李代數上，屬廣義Kac–Moody代數，且包含Griess代數的無窮維代數的頂點算子代數示現而出。

## 表示與維度
最小的、忠實複數表示的維度是196,883，它是怪獸群階數可分得3個因子乘積的分割。最小的忠实线性表示，是在两个元素的域上的196,882维表示，仅比最小的忠实复数表示的维度小1。
怪獸群的最小忠實置換表示有
   97239461142009186000
= 24 · 37 · 53 · 74 · 11 · 132 · 29 · 41 · 59 · 71 ≈ 1020
个點。
怪獸群可被實現為有理數上的一個伽罗瓦群(Thompson 1984，p. 443)，也可視為一個胡爾維茲群(Hurwitz group)(Wilson 2004)。
怪獸群在單群中並不寻常，因为目前沒有簡單的規則或方法可表示他的元素。与其说是群本身阶数大，不如说它缺乏足够小的表示。例如，單群A100和SL20(2)远大于怪兽群，但它們有小的置換或線性表示：交錯群例如A100都有相较群自身更小的置換表示，而所有有限單李型式群例如SL20(2)也都有相较群自身相比更小的線性表示。除了怪物群之外的所有散在单群也具有足夠小的線性表示，以至於它們易於在計算機上工作（難度僅次於怪物群的，是可分割成4370維的小怪獸群(baby Monster)的表示）。

## 麥凱的E8觀察
怪獸群和擴張登金圖(Dynkin diagram){\displaystyle {\tilde {E}}_{8},}亦存在著關係，其關聯在圖結點與怪獸群同餘類之間表現得更明顯，此關聯又被稱作「麥凱的E8觀察」(McKay's E8 observation)

## 子群結構

Sporadic Finite Groups Showing (Sporadic) Subgroups

怪獸群包含了至少44個共軛類的極大子群。六十數種同構類型的非交換單群，亦包含在怪獸群中，做為怪獸群的子群或子群的商群。
怪獸群的子群包括了26個散在群中的多數，但非全部的散在群都是它的子群。一旁所示之圖是基於馬克‧羅南(Mark Ronan)所撰的書《Symmetry and the Monster》的，表明這些散在單群是如何與彼此產生關係的。線段表示下方的群被其上的群所包含，並為其上的群的子商。圈起來的符號，表示該符號所代表的群不被包含於其他更大的散在單群中。為了清楚表明，多餘的包含關係在此圖中未表示。
- 2.B   對合(involution)的中心化子(Centralizer);包含一Sylow 47-子群的正規化子(normalizer) (47:23) × 2 。
- 21+24.Co1   對合的中心化子。
- 3.Fi24  階數3子群的正規化子;包含一Sylow 29-子群的正規化子((29:14) × 3).2。
- 22.2E6(22):S3   一Klein 4-群的正規化子。
- 210+16.O10+(2)
- 22+11+22.(M24 × S3)   一Klein 4-群的正規化子; 含一Sylow 23-子群的正規化子(23:11) × S4。
- 31+12.2Suz.2   階數3子群的正規化子。
- 25+10+20.(S3 × L5(2))
- S3 × Th   階數3子群的正規化子;含一Sylow 31-子群的正規化子(31:15) × S3 。
- 23+6+12+18.(L3(2) × 3S6)
- 38.O8−(3).23
- (D10 × HN).2   階數5子群的正規化子。
- (32:2 × O8+(3)).S4
- 32+5+10.(M11 × 2S4)
- 33+2+6+6:(L3(3) × SD16)
- 51+6:2J2:4   階數5子群的正規化子。
- (7:3 × He):2   階數7子群的正規化子。
- (A5 × A12):2
- 53+3.(2 × L3(5))
- (A6 × A6 × A6).(2 × S4)
- (A5 × U3(8):31):2   含一Sylow 19-子群的正規化子((19:9) × A5):2 。
- 52+2+4:(S3 × GL2(5))
- (L3(2) × S4(4):2).2   含一Sylow 17-子群的正規化子 ((17:8) × L3(2)).2 。
- 71+4:(3 × 2S7)   階數7子群的正規化子。
- (52:4.22 × U3(5)).S3
- (L2(11) × M12):2   包含階數11子群的正規化子(11:5 × M12):2 。
- (A7 × (A5 × A5):22):2
- 54:(3 × 2L2(25)):22
- 72+1+2:GL2(7)
- M11 × A6.22
- (S5 × S5 × S5):S3
- (L2(11) × L2(11)):4
- 132:2L2(13).4
- (72:(3 × 2A4) × L2(7)):2
- (13:6 × L3(3)).2   階數13子群的正規化子。
- 131+2:(3 × 4S4)   階數13子群的正規化子; 一Sylow 13-子群的正規化子。
- L2(71)   Holmes & Wilson (2008) 含一Sylow 71-子群的正規化子71:35。
- L2(59)   Holmes & Wilson (2004) 含一Sylow 59-子群的正規化子59:29。
- 112:(5 × 2A5)   Sylow 11-子群的正規化子。
- L2(41)   Norton & Wilson (2013) 找到此形式的極大子群; 此是由於Zavarnitsine指出一些先前的沒有這樣的極大子群存在。
- L2(29):2   Holmes & Wilson (2002)
- 72:SL2(7)  一些過去7-局部子群的表中此被意外地忽略了。
- L2(19):2   Holmes & Wilson (2008)
- 41:40   一Sylow 41-子群的正規化子。

## 腳註
1. ↑  Arithmetic groups and the affine E8 Dynkin diagram Archive.today的存檔，存档日期2012-07-13, by John F. Duncan, in Groups and symmetries: from Neolithic Scots to John McKay
2. ↑  le Bruyn, Lieven, , 22 April 2009, （原始内容存档于2010-08-14）

## 參照
- 約翰·何頓·康威 and S. P. Norton, Monstrous Moonshine, Bull. London Math. Soc.  11  (1979), no. 3, 308–339.
- 約翰·何頓·康威; Curtis, R. T.; Norton, S. P.; Parker, R. A.（英语：Richard A. Parker）; and Wilson, R. A.（英语：Robert Arnott Wilson）: Atlas of Finite Groups: Maximal Subgroups and Ordinary Characters for Simple Groups. Oxford, England 1985.
- Griess, Robert L., , Scott, W. Richard; Gross, Fletcher  (编), , Boston, MA: Academic Press（英语：Academic Press）: 113–118, 1976, ISBN 978-0-12-633650-4, MR 0399248
- Griess, Robert L., , Inventiones Mathematicae（英语：Inventiones Mathematicae）, 1982, 69 (1): 1–102, ISSN 0020-9910, MR 0671653, doi:10.1007/BF01389186
- Griess, Robert L; Meierfrankenfeld, Ulrich; Segev, Yoav, , 数学年刊, 1989, 130 (3): 567–602, ISSN 0003-486X, JSTOR 1971455, MR 1025167, doi:10.2307/1971455
- Harada, Koichiro, , Sugaku Expositions, 2001, 14 (1): 55–71, ISSN 0898-9583, MR 1690763
- P. E. Holmes and R. A. Wilson（英语：Robert Arnott Wilson）, A computer construction of the Monster using 2-local subgroups, J. London Math. Soc. 67 (2003), 346–364.
- Ivanov, A. A., , Cambridge tracts in mathematics 176, Cambridge University Press, ISBN 978-0-521-88994-0
- S. A. Linton, R. A. Parker, P. G. Walsh and R. A. Wilson, Computer construction of the Monster, J. Group Theory 1 (1998), 307–337.
- S. P. Norton, The uniqueness of the Fischer-Griess Monster,  Finite groups—coming of age (Montreal, Que., 1982),  271–285, Contemp. Math., 45, Amer. Math. Soc., Providence, RI, 1985.
- M. Ronan, Symmetry and the Monster, Oxford University Press, 2006, ISBN 0-19-280722-6 (concise introduction for the lay reader).
- 马库斯·杜·索托伊, Finding Moonshine, Fourth Estate, 2008, ISBN 978-0-00-721461-7 (another introduction for the lay reader; published in the US by HarperCollins as Symmetry, ISBN 978-0-06-078940-4).
- Thompson, John G., , Journal of Algebra, 1984, 89 (2): 437–499, MR 0751155, doi:10.1016/0021-8693(84)90228-X
- Robert A. Wilson. . Journal of Group Theory. 2001-09-11, 4 (4)  [2018-04-02]. ISSN 1435-4446. doi:10.1515/jgth.2001.027. （原始内容存档于2016-04-01） （英语）.

## 外部連結
- MathWorld: Monster Group （页面存档备份，存于）
- Atlas of Finite Group Representations: Monster group （页面存档备份，存于）
- Abstruse Goose: Fischer-Griess Monster （页面存档备份，存于）